# Matsushimas formel
Inom matematiken är Matsushimas formel, introducerad av Matsushima (1967), en formel för Bettitalen av kvoten av ett symmetriskt rum G/H med en diskret grupp, i termer av unitära representationer av gruppen G.
 Matsushima–Murakamis formel är en generalisering som ger dimensioner av rum av automorfa former introducerad av Matsushima & Murakami (1968).